# Gilvossius
Gilvossius is een geslacht van kreeftachtigen uit de klasse van de Malacostraca (hogere kreeftachtigen).

## Soorten
- Gilvossius arguinensis Sakai, Türkay, Beuck & Freiwald, 2015
- Gilvossius chichijimaensis Sakai, 2015
- Gilvossius setimanus (De Kay, 1844)